# МКС-47
МКС-47 — сорок сьомий довготривалий екіпаж Міжнародної космічної станції. Його робота розпочалася 2 березня 2016 року з моменту відстиковки Союз TMA-18M від станції, на якому повернулися члени річної експедиції на МКС Михайло Корнієнко і Скотт Келлі та член експедиції-45/46 Сергій Волков. Експедиція-47 завершила свою роботу 18 червня 2016 року з моменту відстиковки корабля Союз TMA-19M від МКС.

## Екіпаж
Протягом 2-18 березня 2016 у складі експедиції троє космонавтів, з 18 березня до 18 червня 2016 — шестеро.
Тімоті Копра, Юрій Маленченко та Тімоті Пік перебували на борту МКС з 15 грудня 2015 року у складі Експедиції-46 та продовжили свою роботу у складі Експедиції-47. Джеффрі Вільямс, Олексій Овчінін та Олег Скрипочка прибули на борт МКС кораблем «Союз ТМА-20М» 19 березня 2016 року, брали участь у роботі МКС-47 та працювали у складі МКС-48.
| Посада                              | Прізвище, ім'я (кількість космічних польотів), організація, країна | Старт                     | Прибуття до МКС           | Відліт із МКС             | Приземлення               |
| ----------------------------------- | ------------------------------------------------------------------ | ------------------------- | ------------------------- | ------------------------- | ------------------------- |
| Бортінженер МКС-46, командир МКС-47 | Тімоті Копра (2), НАСА, (США)                                      | 15.12.2015 «Союз ТМА-19М» | 15.12.2015 «Союз ТМА-19М» | 08.06.2015 «Союз ТМА-19М» | 08.06.2015 «Союз ТМА-19М» |
| Бортінженер МКС-46/47               | Юрій Маленченко (6), ФКА, (Росія)                                  | 15.12.2015 «Союз ТМА-19М» | 15.12.2015 «Союз ТМА-19М» | 08.06.2015 «Союз ТМА-19М» | 08.06.2015 «Союз ТМА-19М» |
| Бортінженер МКС-46/47               | Тімоті Пік (1), ЄКА, (Велика Британія)                             | 15.12.2015 «Союз ТМА-19М» | 15.12.2015 «Союз ТМА-19М» | 08.06.2015 «Союз ТМА-19М» | 08.06.2015 «Союз ТМА-19М» |
| Бортінженер МКС-47, командир МКС-48 | Джеффрі Вільямс (4), НАСА, (США)                                   | 18.03.2016 «Союз ТМА-20М» | 19.03.2016 «Союз ТМА-20М» | 06.09.2016 «Союз ТМА-20М» | 07.09.2016 «Союз ТМА-20М» |
| Бортінженер МКС-47/48               | Олексій Овчінін (1), ФКА, (Росія)                                  | 18.03.2016 «Союз ТМА-20М» | 19.03.2016 «Союз ТМА-20М» | 06.09.2016 «Союз ТМА-20М» | 07.09.2016 «Союз ТМА-20М» |
| Бортінженер МКС-47/48               | Олег Скрипочка (2), ФКА, (Росія)                                   | 18.03.2016 «Союз ТМА-20М» | 19.03.2016 «Союз ТМА-20М» | 06.09.2016 «Союз ТМА-20М» | 07.09.2016 «Союз ТМА-20М» |

## Значимі події

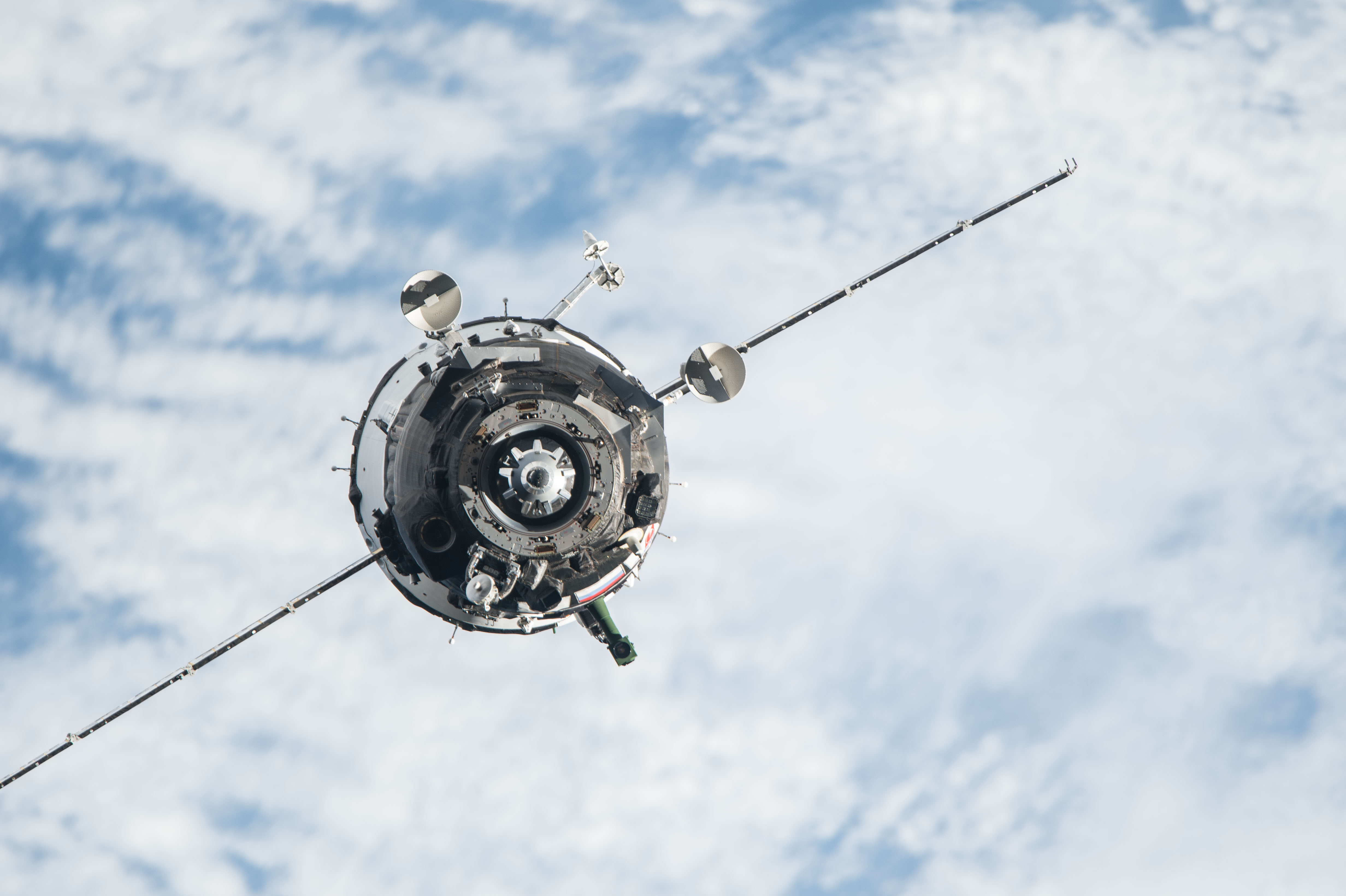
«Союз ТМА-20М» під час зближення з МКС, 19.03.2016

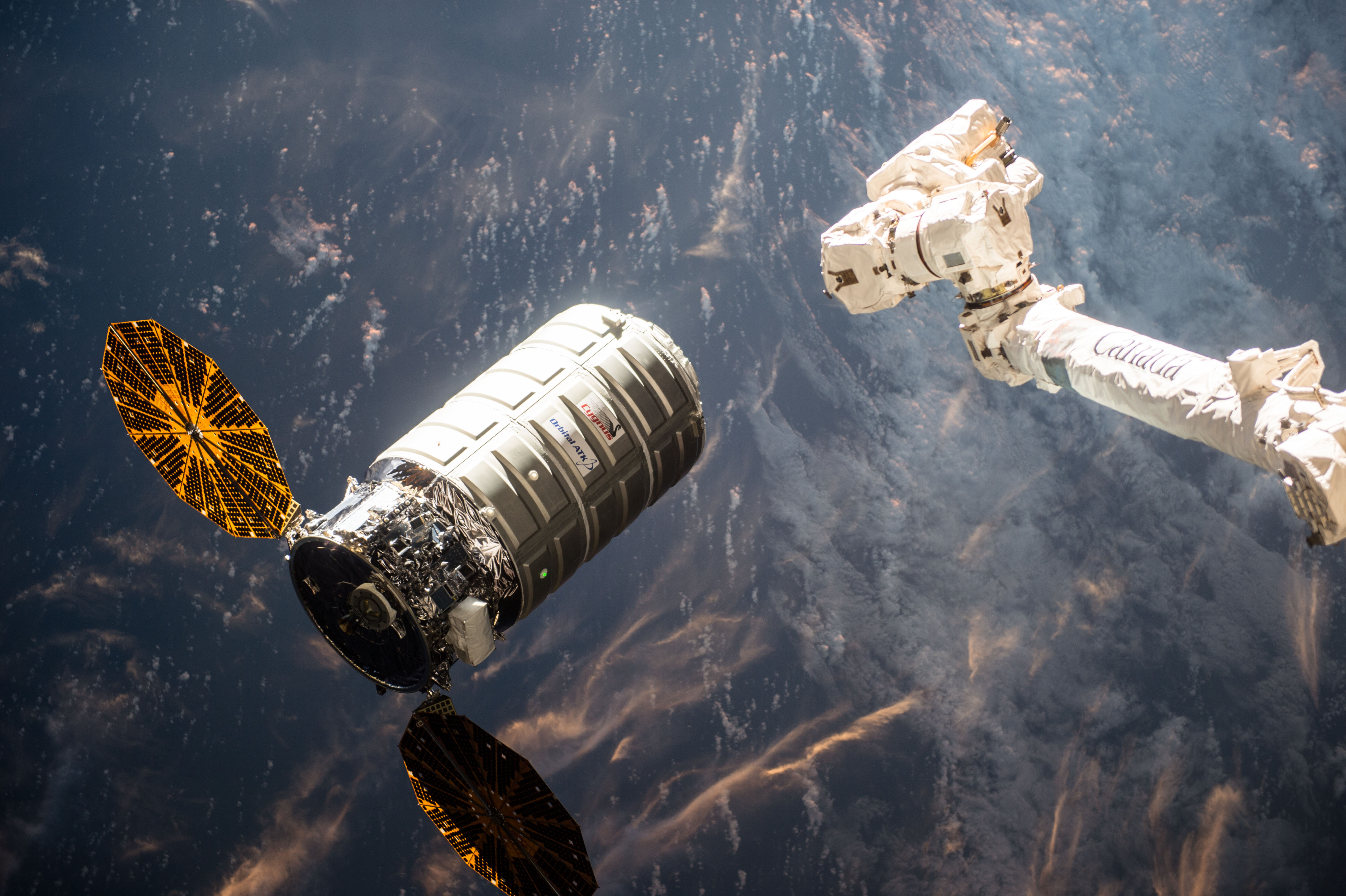
Вантажний корабель «Cygnus CRS OA-6» під час зближення з МКС, 26.03.2016 (праворуч — кран-маніпулятор «Канадарм2»

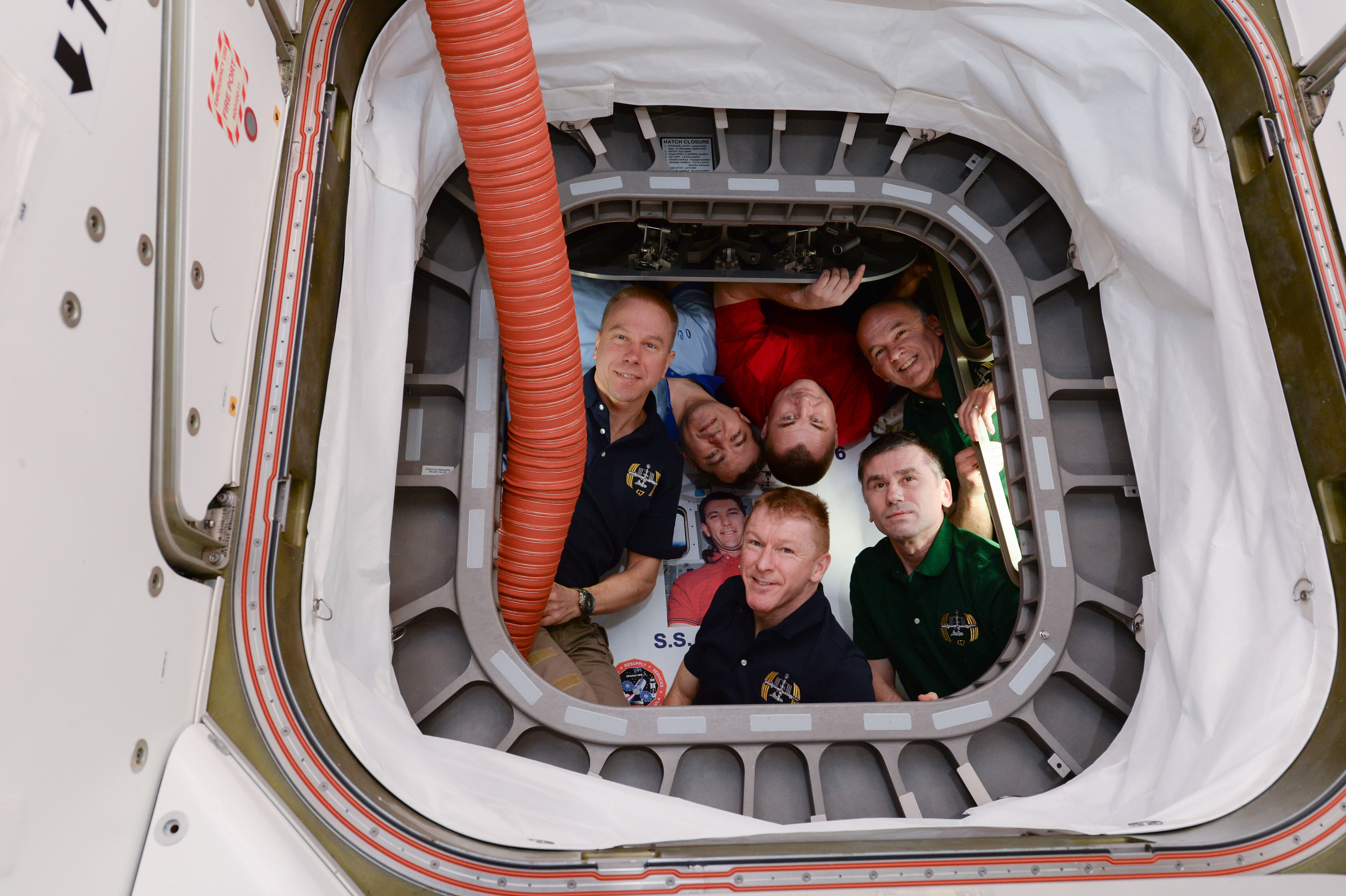
Екіпаж експедиції-47 у ванатжному кораблі «Cygnus CRS OA-6», 27.03.2016

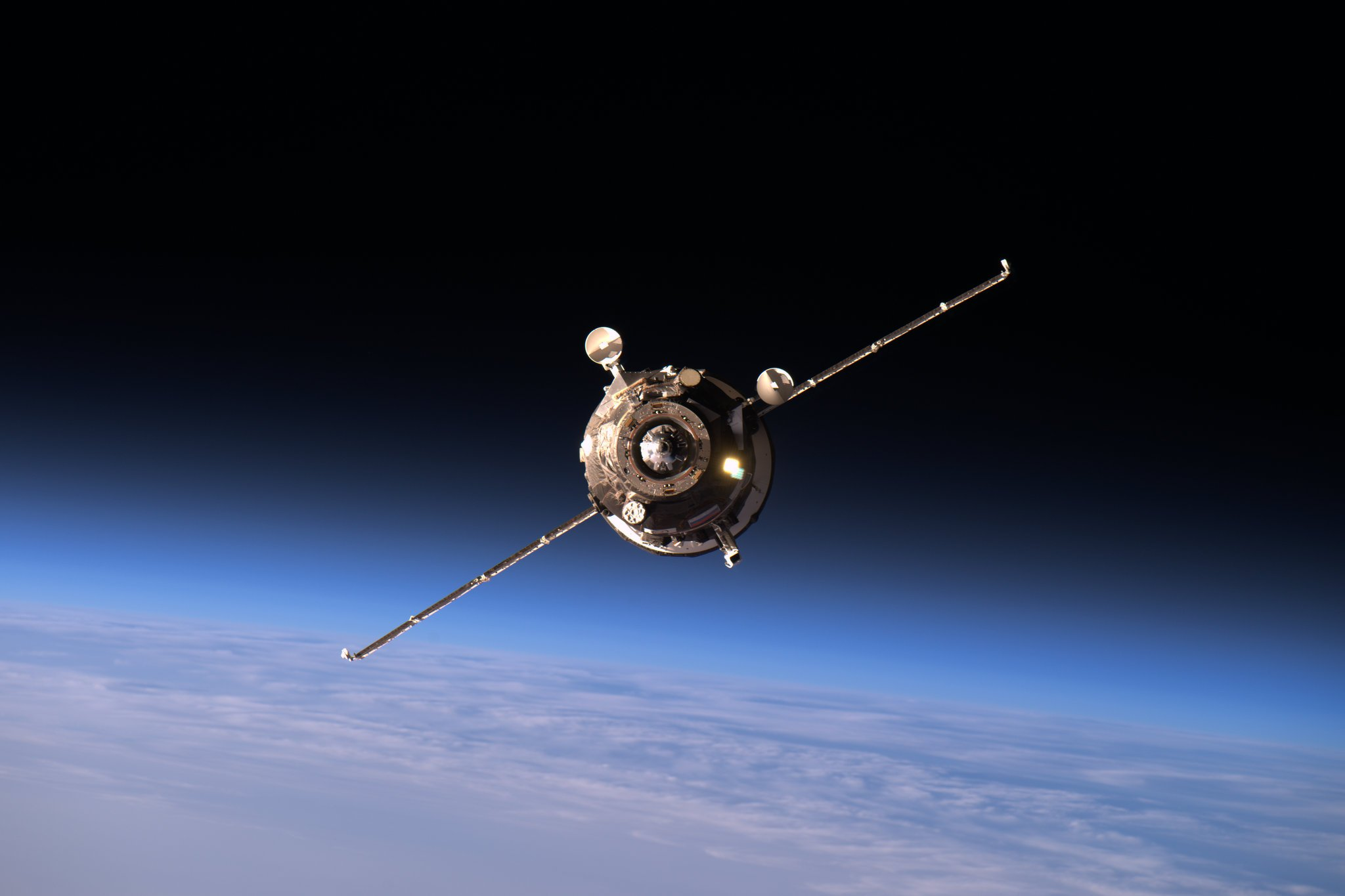
Корабель «Прогресс МС-02» під час зближення з МКС, 2.04.2016

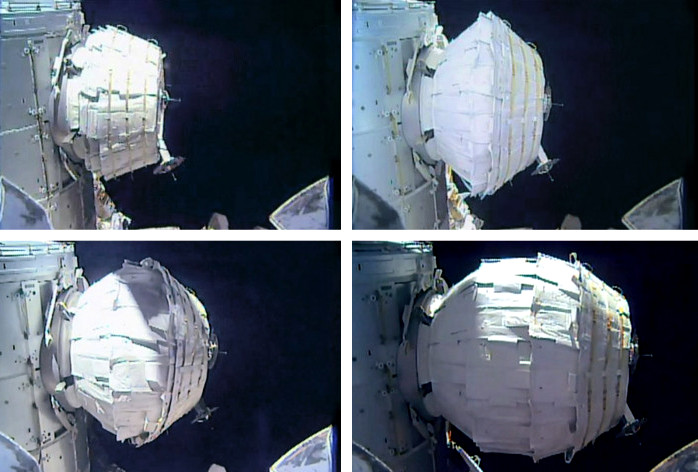
Стадії надування житлового модуля BEAM

2 березня в 01:05 (UTC) корабель «Союз ТМА-18М» з космонавтами на борту С. Келлі, М. Корнієнком та С. Волковим відстикувався від МКС та за три години (в 04:26 UTC) спускова капсула успішно приземлилася в Казахстані за 147 км від міста Жезказган. Таким чином, на МКС тимчасово залишилося троє космонавтів експедиції-47.
5 березня було здійснено планову корекцію орбіти МКС для підготовки до зближення із пілотованим кораблем «Союз ТМА-20М». Для цього на 477 секунд було включено двигуни корабля «Прогресс М-29М». Висота польоту станції збільшилась на 1,5 км і склала 405,2 км.
19 березня космічний корабель «Союз ТМА-20М» після старту з Байконура 18 березня 2016 о 21:26 (UTC) доставив до МКС трьох космонавтів — О. Овчініна, О. Скрипочку та Дж. Вільямса. Стикування відбулося о 03:10 UTC (5:10 за київським часом) в автоматичному режимі під контролем фахівців Центру управління польотами і російського члена екіпажу МКС Юрія Маленченка. На борту стало 6 членів екіпажу 47-ї експедиції.
26 березня до МКС пристикувався транспортний космічний корабель Cygnus CRS OA-6. Він стартував 23 березня з мису Канаверал, США. Корабель доставив на борт МКС 3395 кг корисного вантажу — харчові продукти та одяг для членів екіпажу, матеріали для наукових досліджень, обладнання і деталі для станції, обладнання для виходу у відкритий космос, комп'ютери та комплектуючи, а також 20 наносупутників Flock-2d для запуску зі станції. Cygnus прибув до МКС о 10:51 UTC, був захоплений маніпулятором «Канадарм2», яким управляв астронавт НАСА Тім Копра. В 14:52 UTC корабель було пристиковано до модуля «Юніті».
30 березня о 17:15 (МСК) від станції від'єднався транспортний вантажний корабель «Прогресс М-29М». Він перебував у складі МКС з 2 жовтня 2015 року. Після проведення дослідження руху вантажного корабля в різних режимах закручування під час автономного польоту його було затоплено у водах Тихого океану 8 квітня.
2 квітня о 20:58 (МСК) до модулю «Звезда» МКС пристикувався транспортний вантажний корабель «Прогресс МС-02». Він стартував з космодрому «Байконур» 31 березня 2016 року. Стикування пройшло штатно в автоматичному режимі. Корабель доставив на станцію паливо, повітря, харчові продукти, обладнання для підтримки функціонування станції, обладнання для наукових експериментів і посилки для членів екіпажу.
10 квітня о 13:57 (UTC) до модуля «Гармоні» МКС пристикувався автоматичний вантажний корабель Dragon «SpaceX CRS-8». Після зближення кораблів стикування відбулося шляхом захоплення корабля «SpaceX CRS-8» краном-маніпулятором «Канадарм2» під керівництвом Т. Піка і Дж. Вільямса. Старт вантажного корабля відбувся 8 квітня з мису Канаверал. Він доставив на борт МКС 3136 кг корисного вантажу, серед якого: матеріали для наукових досліджень, провізія і речі для екіпажу, обладнання та деталі станції тощо. У негерметичному контейнері було доставлено експериментальний надувний модуль BEAM. З прибуттям Dragon установлено рекорд за чисельністю космічних кораблів, що одночасно пристиковано до станції — шість.
13 квітня за допомогою корабля «Прогресс МС-02» було здійснено планову корекцію орбіти МКС. Для цього двигуни «Прогресу» було увімкнено на 254 сек, за рахунок чого висота польоту станції збільшилася на 900 м і склала 404,3 км.
14 квітня о 5:36 (UTC) новий компонент МКС — надувний житловий модуль BEAM, доставлений до станції 10 квітня, за допомогою крана-маніпулятора «Канадарм2» було успішно встановлено на модулі «Спокій». Заплановано, що BEAM пробуде на МКС протягом двох років. Всередині нього космонавти будуть здійснювати регулярні заміри різноманітних показників і параметрів. Ці дані допоможуть надалі при проєктуванні і конструюванні майбутніх надувних модулів.
11 травня вантажний корабель «Dragon» місії SpaceX CRS-8 о 11:02 (UTC) було від'єднано від нижнього вузла (Node 2) модуля «Гармоні». Після відводу його маніпулятором «Канадарм2» від станції автоматичний корабель о 13:19 (UTC) від'єднався від маніпулятора і перейшов до завершальної фази свого польоту. О 18:15 він успішно приводнився в Тихому океані за 420 км від узбережжя Каліфорнії. «Dragon» доставив на Землю біологічні матеріали, отримані в ході наукових експериментів річної експедиції 2015/2016 рр. загальною вагою 1600 кг.
26 травня було розпочато наповнення модуля BEAM повітрям. Однак через 4 години після початку процедури її зупинили через технічні проблеми. BEAM було розгорнено 29 травня .
6 червня космонавти вперше увійшли до модуля BEAM. Вони встановили всередині датчики, які фіксують вплив різноманітних факторів (температури, радіації тощо), після чого залишили модуль.
8 червня було здійснено планове коригування орбіти МКС для формування балістичних умов для спуску з орбіти «Союз ТМА-19М», а також для майбутнього стикування з «Союз МС». Двигуни «Прогресс МС-02» було включено на 238,6 сек, внаслідок чого висота польоту МКС збільшилася на 800 м та склала 403,4 км.
14 червня о 13:30 (UTC) від МКС за допомогою крана-маніпулятора «Канадарм2» було від'єднано вантажний корабль Cygnus CRS OA-6. За декілька годин за допомогою спеціального обладнання на ньому викликано штучну пожежу для дослідження поведінки вогню в умовах невагомості. «Cygnus» буде залишатися на орбіті до 22 червня, після чого згорить у щільних шарах атмосфери Землі.
18 червня 2016 року о 5:52 (UTC) після 186 діб роботи на орбіті корабель «Союз ТМА-19М» з Ю. Маленченком, Т. Копрою та Т. Піком на борту відстикувався від МКС. На цьому завершила робота 47-ї експедиції МКС. Успішна посадка «Союз ТМА-19М» відбулася цього ж дня о 09:15 (UTC) в казахстанському степу.

## Наукові дослідження
- Вантажний корабель «SpaceX CRS-8» доставив до МКС апарат «WetLab-2 hardware system», який дозволяє вперше в умовах невагомості проводити полімеразну ланцюгову реакцію в реальному часі для дослідження експресії генів.[18]

## Цікаві факти
24 квітня Тімоті Пік став першим чоловіком, який пробіг марафонську дистанцію в космосі. Піку довелося пристебнутися до бігової доріжки. Він подолав дистанцію за 3 години 35 хвилин під час Лондонського марафону.